# Lubor Tesař
Lubor Tesař (Plzeň, 11 de maio de 1971) é um ex-ciclista olímpico tchecoslovaco. Representou sua nação nos Jogos Olímpicos de Verão de 1992, na prova de corrida por pontos masculino.